# CANT Z.508
Il CANT Z.508 era un idrovolante trimotore a scafo centrale ad ala alta sviluppato dalla divisione aeronautica dell'azienda italiana Cantieri Riuniti dell'Adriatico negli anni trenta.
Realizzato in solo tre esemplari prestò servizio nella Regia Aeronautica durante la seconda guerra mondiale.

## Storia del progetto

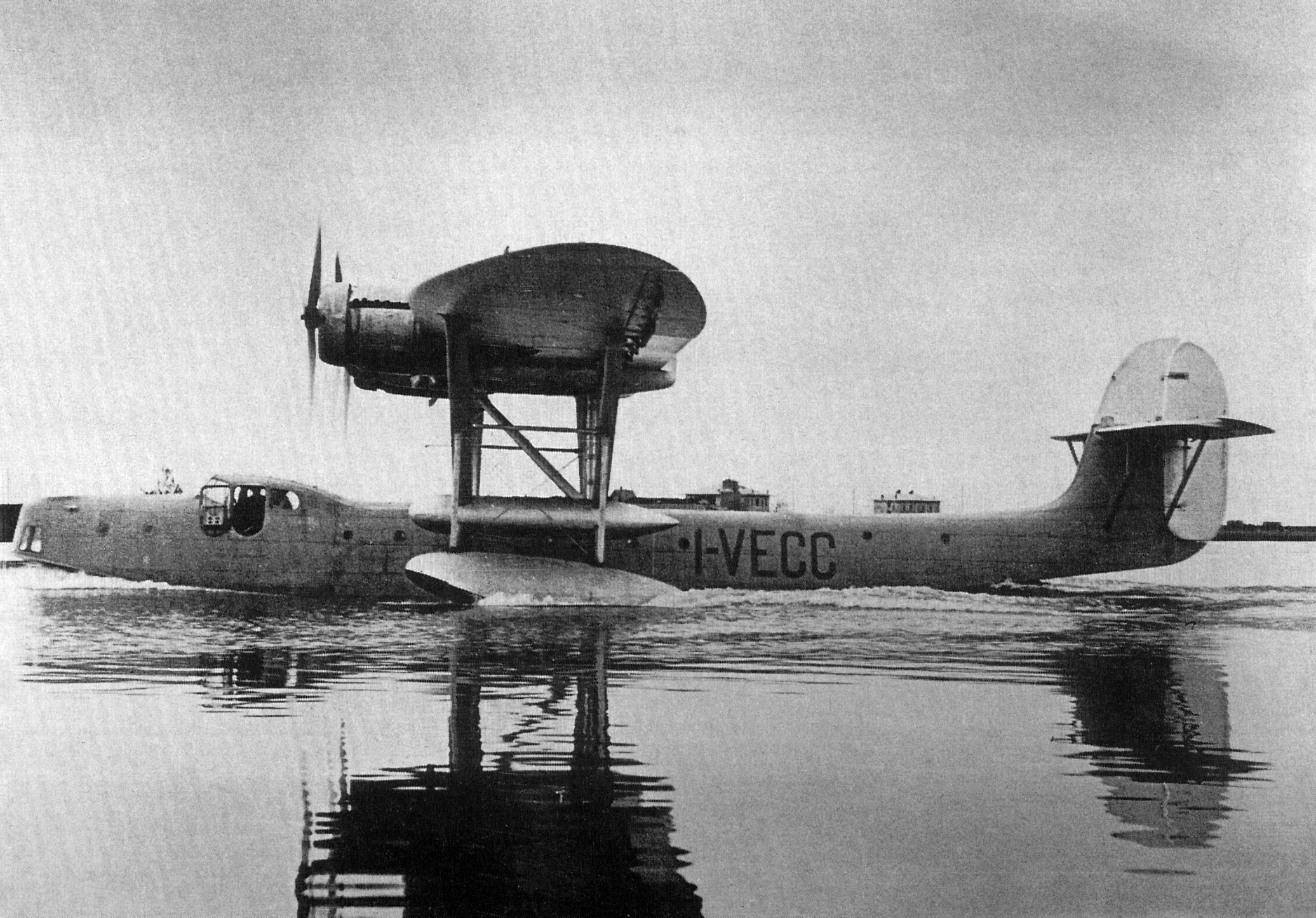
Il fianco del primo esemplare, l'MM.322 ancora con immatricolazione civile I-VECC.

Lo Z.508 viene realizzato per rispondere alle specifiche emanate nel 1934 dalla Regia Marina, entusiasti delle prestazioni operative dello Z.501, per equipaggiarsi di un bombardiere marittimo Veloce ed un ricognitore marittimo a lungo raggio.
Il progetto venne affidato all'ingegner Filippo Zappata, il quale scelse di sviluppare proprio lo Z.501 dotandolo di tre motori per aumentarne le prestazioni.

## Primati
Nel 1937 conquista di 3 primati mondiali di altezza e di velocità.

## Utilizzatori
Italia
- Regia Aeronautica